# 성 비오 10세회
성 비오 10세회(라틴어: Fraternitas Sacerdotalis Sancti Pii X, 영어: Society of Saint Pius X)는 프랑스인 로마 가톨릭교회 대주교 마르셀 르페브르가 설립한 전통 가톨릭 단체이다. 스스로를 로마 가톨릭교회의 사제회로 규정한다. 약칭은 FSSPX 또는 SSPX이며, 현재 총장은 다비데 파글리아라니 신부이다. 성 비오 10세회는 현재 교회법적 지위를 갖고 있지 못하기 때문에, 로마 가톨릭교회 내에서 어떠한 사목도 합법적으로 수행할 수 없는 상태이다. 성 비오 10세회에서 행하는 성사는 유효하나 불법이다. 교황청에서는 현재 성 비오 10세회를 로마 가톨릭교회의 일부이긴 하되 로마 가톨릭교회의 완벽한 지체라고 할 수는 없다는 입장을 취하고 있다.
성 비오 10세회는 제2차 바티칸 공의회 이전의 교회 규율, 관습, 신심 행위와 더불어 전통 미사라고도 불리는 트리엔트 미사를 강력히 고수하며 지지하는 단체로 잘 알려져 있다. 성 비오 10세회는 제2차 바티칸 공의회가 전례 개혁, 교회 일치 운동, 종교의 자유, 다른 종교들과의 관계, 유대인들과의 관계 등의 문제에 있어서 그릇된 이단적 가르침을 장려하고 있다고 주장한다. 따라서 그들은 트리엔트 미사를 보존하기 위한 자신들의 노력이 모더니즘과 제2차 바티칸 공의회로 인하여 가톨릭 교리가 점차 모호하게 가르쳐지고 있는 추세에 맞서 교회의 전통적 가치를 지켜냈다고 주장한다.
교황 베네딕토 16세는 규율상의 이유라기보다는 제2차 바티칸 공의회와 관련되 교리상의 이유로 성 비오 10세회가 가톨릭교회 내에서 교회법적 지위를 갖지 못한다고 밝혔다. 그러므로 성 비오 10세회의 성직자들이 수행하는 사목 활동은 합법적인 것이 아니라고 선언했다. 그러나 성 비오 10세회의 총장은 성좌가 성 비오 10세회의 교회법적 위치와 성직자들의 사목 활동을 어느 정도 인정하고 있다고 주장한다. 특히, 성사의 유효성을 인정한 것이 그 증거 중 하나라고 주장한다. 성 비오 10세회와 교황청의 긴장 관계는 르페브르 대주교가 교황 요한 바오로 2세의 뜻을 거슬러 네 명의 성 비오 10세회 사제를 주교로 서임한 1988년에 이르러 최고조에 달했다. 그 결과, 주교 서임식을 집전한 주교는 물론 그에게 주교품은 받은 주교들 모두 자동 파문 제재를 받았다. 요한 바오로 2세는 이들을 파문하면서 성 비오 10세회의 모든 회원이 하루속히 교회에 돌아와 온전한 일치가 회복하기를 희망한다는 말을 덧붙였다. 파문 제재는 2009년 1월 철회되었다.

## 설립과 초창기 역사

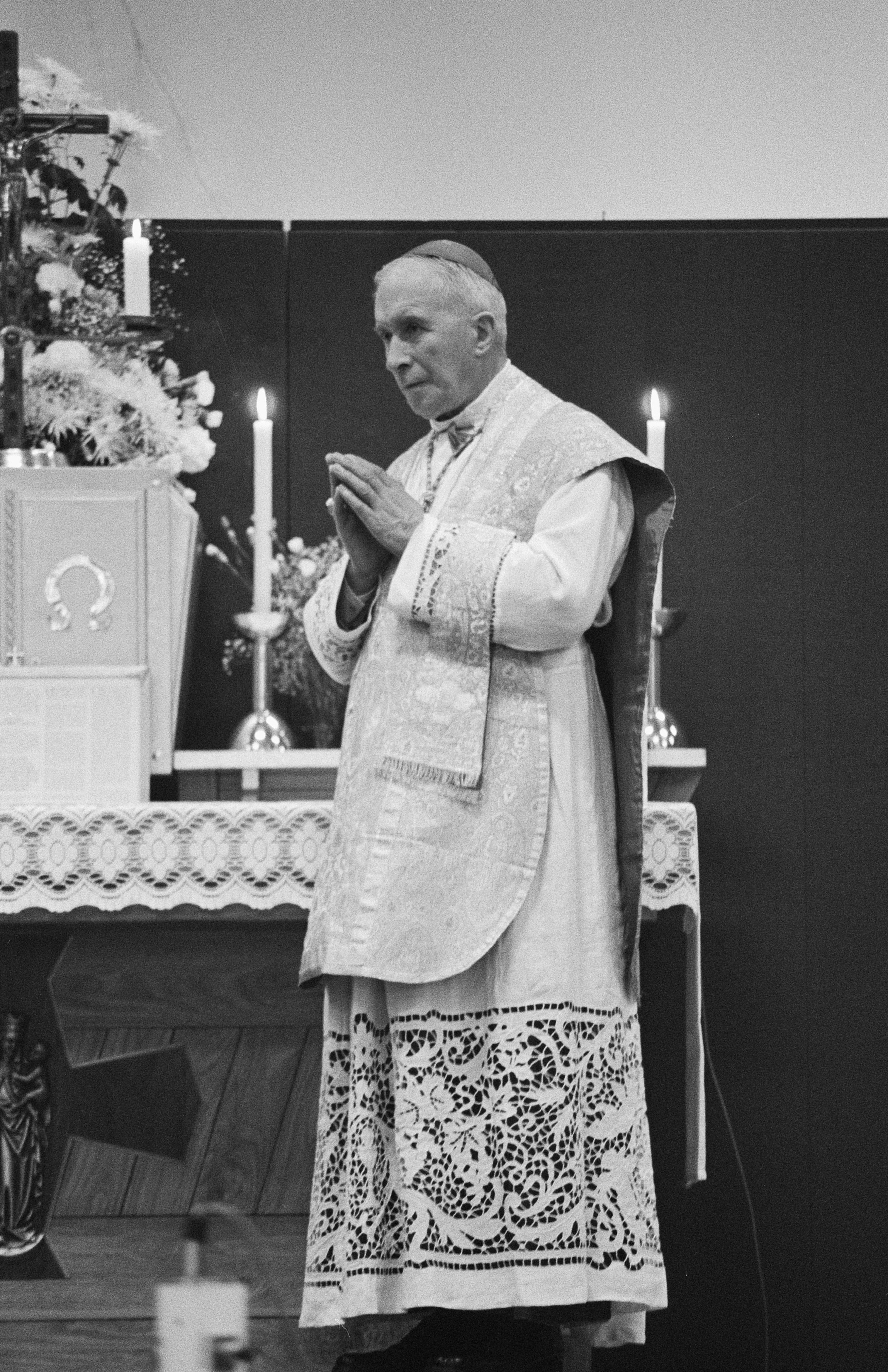
성 비오 10세회의 설립자인 마르셀 르페브르는 제2차 바티칸 공의회 이후 개정된 미사 양식을 거부하고, 오직 트리엔트 미사 양식만 집전하는 것을 고수하였다.

성 비오 10세회는 여느 전통 가톨릭 운동과 마찬가지로 제2차 바티칸 공의회(1962년~1965년) 이후 나온 교회의 여러 변화에 반대하면서 설립되었다.
성 비오 10세회의 설립자이자 중요 인물인 프랑스인 마르셀 르페브르 대주교는 성직 생활 대부분을 아프리카에서의 전교 활동(1932년-1962년)과 프랑스령 서아프리카 주재 교황 대사(1948년-1959년)와 성신 신부회 총장(1962년-1968년)으로 보냈다. 1968년 그는 그가 보기에 비가톨릭적이고 현대주의적으로 변해가고 있는 성신 신부회 총장직을 사임했다. 총장직을 사임한 그에게 곧바로 로마의 프랑스 신학교 학생들이 찾아왔다. 신학생들은 르페브르 대주교에게 자신들이 전통적인 전례와 교리를 고수하고 있다는 이유로 박해를 받고 있다고 말하면서, 자신들이 학업을 무사히 마칠 수 있는 보수적인 신학교를 알아봐 달라고 조언을 구했다. 그는 그들에게 스위스 프리부르주의 프리부르 대학교를 추천했다. 그러나 르페브르 대주교를 찾아온 프랑스 신학교 신학생들은 이에 만족하지 않았다. 마리 도미니크 필리프 신부 등 대주교의 지인들도 신학교 설립을 요청했으며, 대주교 본인도 신학교 설립에 대해서 고민하고 있었다. 1969년 르페브르 대주교는 신학교 설립을 결심했다.
1969년 르페브르 대주교는 친구이자 프리부르 교구의 교구장인 프랑수아-네스트로 아담 주교의 조언을 듣고 고심 끝에 프리부르주에 자신이 구상한 신학교를 설립하기로 했다. 6월 6일 프랑수아-네스트로 아담 주교에게서 신학교 설립에 대한 인가를 받고, 1969년 7월 2일 사제 양성을 위한 성 비오 10세회(Saint Pius X Association for Priestly Training)를 설립함으로서 신학교를 설립했다. 10월 23일 9명의 첫 입학생들이 도착했다. 신학교의 이름은 1970년에 성 비오 10세 국제 신학교로 바뀌었다.
1970년 르페브르 대주교는 사제회를 설립하기 위하여 프리부르 교구의 교구장인 프랑수아-네스트로 아담 주교에게 교회 단체 설립 인가를 요청했다. 샤리에르 주교가 인가하자, 그는 1970년 11월 1일에 신심 단체(pia unio)를 설립했다. 신심 단체 지위는 가톨릭 단체가 회(會)나 사도 생활단으로서 공식적인 인가를 받기 전에 거쳐야 하는 첫 번째 단계이다. 그렇지만 르페브르 대주교는 처음부터 사제회 설립을 염두에 두고 있었다. 새로 설립한 단체의 선거에 관한 교령에서, 새로 설립한 단체의 성격을 사제회(Priestly Society)라고 규정한 것이다. 소수의 스위스 평신도들이 이 새로운 단체를 위해 프리부르주 에콘에 세워진 신학교를 지원하였다. 그리하여 1971년 24명의 예비 신학생이 이 신학교에 입학했으며, 다음해인 1972년 10월에는 32명이 추가로 입학하였다.
일반적으로 신심 단체는 적당한 기간이 지나 경력이 쌓이면 성좌의 조사를 거친 후, 교구장 주교로부터 공식 인가를 밟는 수순을 밟는다. 르페브르는 이러한 과정을 생략하고 곧바로 자신이 세운 단체를 조기에 인가받기 위해 바티칸의 세 부처와 접촉했다. 그는 교황청 성직자성 장관 존 조셉 라이트 추기경으로부터 격려가 담긴 편지 한 통을 받기는 했지만, 그의 바람처럼 그가 세운 단체를 승격시키는 바티칸의 승인을 받지 못했다. 1970년 2월 18일자로 보낸 라이트 추기경의 편지는 성직자성의 역할에 대해 매우 조심스러운 표현으로 “주교님이 세우신 단체가 전세계 성직자가 참여하는 계획을 완수하는 데 있어 본 성(省)이 큰 도움이 될 것입니다.”라고 적혀 있다. 라이트 추기경은 1973년까지 신학교에 들어가고자 하는 사람들에게 에콘에 있는 신학교에 들어갈 것을 권장했다는 주장이 오랫동안 제기되고 있다.
성 비오 10세회 설립은 일부 성직자들에게 환영받지 못했다. 특히 신학적 관점에 있어서 르페브르와 상당히 입장을 달리했던 프랑스 주교들이 그러했다. 그들은 당시 교황청 국무원장이었던 장 마리 비요 추기경과 연계하고 있었다. 르페브르의 지지자인 마이클 데이비스에 따르면, 1972년 루르드에 소집된 프랑스 주교회의에서는 에콘의 신학교를 비인가 신학교(le seminaire sauvage)로 선언했으며, 1974년 11월 프랑스 주교단은 르페브르의 사제들을 자신들의 교구에 받아들이지 않기로 결의하였다. 또한 그들은 트리엔트 미사에 여전히 애착을 갖고 있는 가톨릭 신자들에 대해서도 공개적으로 비판하였다. 그러는 동안에도 성 비오 10세회는 미국 미시간주 아마다(1973년)와 로마(1974년)에 신학교를 추가로 세웠다.

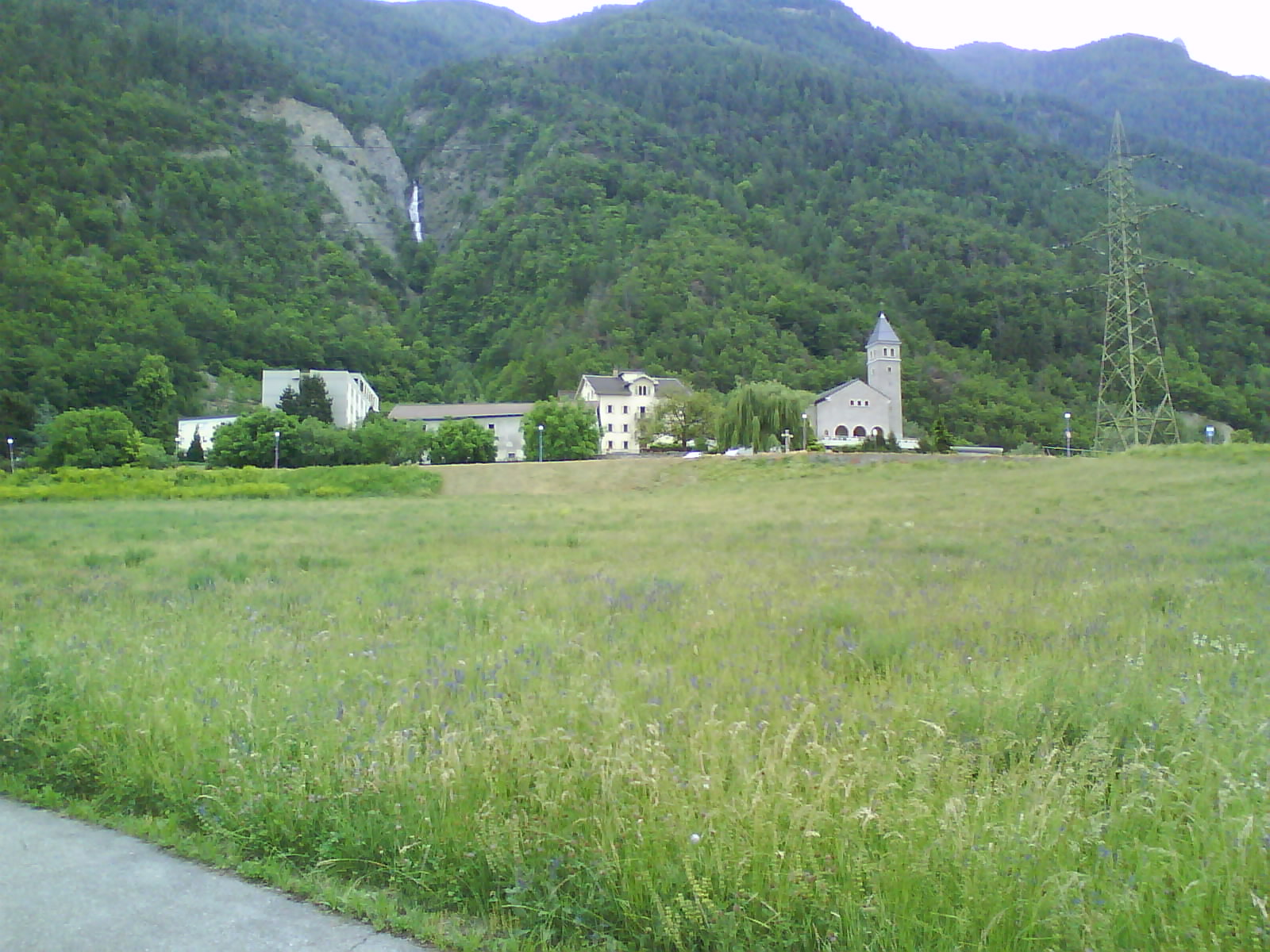
스위스 에콘에 있는 성 비오 10세 국제 신학교.

1974년 3월 26일 바티칸에서 소집된 고위 성직자들의 모임에서 성 비오 10세회에 대한 바티칸의 개입 조짐이 처음으로 감지되었다. 그 후 1974년 6월 성 비오 10세회를 조사하기 위한 추기경 위원회가 구성되었다. 추기경들은 교회법에 따라 성 비오 10세회 신학교를 감찰하기로 의견을 모아, 1974년 11월 11일부터 13일까지 두 명의 벨기에 사제를 파견하여 감찰하도록 했다. 훗날 성 비오 10세회의 초장이 된 프란츠 슈미트베르거 신부는 그들의 보고서가 자신들에게 무척 호의적이었다고 밝혔다. 하지만 에콘의 신학생들과 교수진은 그들이 가진 몇 가지 신학적 견해가 지나치게 진보적이고 심지어 충격적이기까지 하다고 판단하였다. 르페브르는 훗날 회고하기를 의심의 여지 없이 크게 분개한 감정 상태에서 선언문을 하나 작성했다. 선언문은 1974년 11월 21일에 작성되었다. 그래서 이 선언문을 1974년 11월 21일 선언이라고 한다. 선언문에서 그는 당시 공의회와 공의회 이후 이어진 일련의 개혁들을 통해 보건대 교회가 명백하게 자유주의적 풍조에 빠졌다면서 강하게 질타했다. 이 선언문은 1975년 1월 프랑스의 전통 가톨릭 신문 《Itineraires》를 통해 세상에 공개되었다.
이 사건으로 르페브르는 큰 곤경에 빠졌다. 1975년 1월 프리부르의 새 교구장으로 착좌한 피에르 마미 주교는 자신의 전임 교구장이 성 비오 10세회에 내린 인가를 취소하고 싶다는 의사를 교황청에 타전했다. 같은 달, 르페브르는 바티칸으로 출두하라는 추기경들의 소환을 받았다. 그는 2월 13일과 3월 3일 두 차례 추기경들과 회동했는데, 당시 자신에 대한 시선이 시종일관 적대적이었던 것에 대해 적잖이 놀랐다. 가령 프랑스의 가브리엘 마리 가론느 추기경은 그를 가리켜 “멍청이”라고 불렀다고 한다.
1975년 5월 6일 추기경 위원회는 피에르 마미 주교가 성 비오 10세회에 내린 인가를 철회하기로 결정한 것을 승인하였다. 르페브르는 변호사를 고용하여 교황청의 최고 법정인 사도좌 대심원에 항소를 제기했지만, 기각되었다.
르페브르와 성 비오 10세회 측은 로마 교황청이 줄곧 자신들을 부당하게 대우했으며, 자신들에 대한 억압은 부당한 처사라고 항변했다. 또한 그들은 자신들을 억압하기 위해 내려진 조치들은 교회법을 명백히 위반한 것이라고 주장했다.
성 비오 10세회는 공식적으로 해체가 선언되었음에도 불구하고 지속적으로 운영되었다. 1976년 5월 24일 교황 바오로 6세는 추기경회의에서 르페브르 대주교의 이름을 거론하며 그를 질책했으며(교황이 공개적으로 주교를 질책한 것은 200년 만에 일어난 일이었다), 그와 그를 따르는 신자들에게 마음을 돌릴 것을 호소하였다.
르페브르는 1976년 6월 말에 자신의 신학생들 중 몇몇을 사제로 서품할 예정이라고 밝혔다. 이에 스위스 주재 교황 대사는 바오로 6세 교황의 특별 지시에 따라 르페브르에게 신학생들을 사제로 서품하는 것을 금지한다는 소식을 전했다. 1976년 6월 25일 교황청 국무원장 조반니 베넬리 대주교는 르페브르에게 친서를 보내, 교황의 특별 지시에 따라 앞으로 성품성사를 집전할 수 없다는 사실을 전하면서 만약 성품성사를 강행할 경우 교회법에 따른 처벌을 받을 것이라고 경고하였다. 르페브르는 이 같은 경고를 무시하고, 당초 예정한 대로 1976년 6월 29일 사제 서품식을 강행했다.
강론 중 그는 이러한 상황을 설명하면서, 이로 인해 자신과 새로 서품될 사제들에게 앞으로 시련이 닥칠 것이라고 언급하였다. 다음날인 1976년 7월 1일 교황청 홍보국에서는 교회법 제2373조에 따라, 르페브르는 사제 서품식을 강행한 죄로 자동으로 1년 동안 성무 집행을 정지되었음과 더불어 그가 서품한 사제들 역시 자동으로 성무 집행이 정지되었다고 발표하였다. 아울러 앞서 언급한 1976년 6월 12일과 15일자에 국무원장 명의로 전달한 교황의 명령에 불복종한 것에 대해서도 조사 중에 있음을 밝혔다.
1976년 7월 11일 르페브르는 교황청 주교성 장관 세바스티아노 바조 추기경의 편지를 수령했다는 증명서에 서명했다. 바조 추기경은 르페브르 대주교가 자신의 편지를 받고 10일 이내에 자신이 초래한 스캔들을 바로잡지 않는다면, 교회법에 따라 불순명의 책임을 물어 향후 교회법적 처벌이 추가로 가해질 것임을 시사하였다. 같은 해 7월 17일 르페브르는 교황 바오로 6세에게 보낸 서신에서 6월 29일 자신이 저지른 행동이 법적으로 아무런 문제가 없다는 입장을 전했다. 그의 대답이 매우 부적절하다고 판단한 바오로 6세는 1976년 7월 22일 교황청 주교성에 지시해 앞으로 르페브르의 성품성사 집전을 무기한 정지시킨다는 조치를 취하였다.

## 1988년 주교 서임식
성 비오 10세회가 가톨릭교회와 분열한 결정적인 사건은 1988년 르페브르 대주교가 교황 요한 바오로 2세의 지시를 어기고, 브라질의 안토니오 드 카스트로 마이어 주교와 더불어 네 명의 성 비오 10세회 사제를 주교로 서임한 것이다.
1987년 르페브르 대주교는 81세의 고령이 되었다. 만약 르페브르가 이 상태에서 선종한다면, 향후 성 비오 10세회에서 사제들이 서품되려면 성 비오 10세회 출신이 아닌 주교들에게 전적으로 의존해야 하는 상황이었다. 르페브르는 물론 그들을 신뢰하지 않았을 뿐더러 정통 신앙을 갖고 있다고 여기지도 않았다. 1987년 6월 르페브르는 성 비오 10세회의 미래를 위해 주교를 서임하겠다고 발표하였다. 그는 교황청에서 이를 승인하든 승인하지 않든 상관하지 않고 일정을 그대로 진행하겠다는 의사를 밝혔다. 교회법 제1013조와 제1382조를 보면, 주교를 서임하려면 반드시 교황의 사전 허락을 받도록 되어 있다. 교황의 허락 없이 주교를 서임하는 행위에 대해 일찍이 교황 비오 12세는 회칙 《사도들의 으뜸》(Ad Apostolorum principis)을 통해 “중대한 불법 행위이며, 고로 범죄이고 성사 모독의 범죄”라고 비판한 바 있다. 바티칸 당국은 르페브르의 주교 서임 계획 소식을 달가워하지 않았지만, 일단 성 비오 10세회 측과 함께 논의를 시작하였다. 양측의 논의는 1988년 5월 5일 르페브르 대주교와 교황청 신앙교리성 장관 요제프 라칭거 추기경(훗날의 교황 베네딕토 16세)이 기본 협약에 서명하는 것으로 이어졌다. 이 기본 협약에 따르면 성 비오 10세회 측은 한 명의 사제를 교황의 허락을 받아 주교로 서임할 수 있었다.
6월 3일 르페브르는 에콘에서 당초 계획대로 일을 진행하겠다는 의사를 밝힌 서신을 발송하였다. 이에 요한 바오로 2세는 르페브르에게 직접 친서를 써서 답장하였는데, “그대가 잘 알고 있는 신학적·교회법적 근거에 따라 단지 이교적 행위로 이어질 뿐인 계획을 실행하지 말 것”을 거듭 호소했다. 르페브르는 교황의 친서에 어떠한 반응도 보이지 않았다. 그러자 교황의 친서 내용이 6월 19일 세상에 공개되었다. 요한 바오로 2세는 처음으로 르페브르가 파문당할 위험에 빠졌음을 공개적으로 언급하였다.
1988년 6월 30일 르페브르 대주교는 성 비오 10세회 소속 사제 네 명을 주교로 서임하였다. 브라질의 캄푸스두스고이타카지스 교구장 안토니오 드 카스트로 마이어 주교도 이들의 주교 서임식에 참여하였다. 이 때, 서임된 주교들은 베르나르 펠레이, 베르나르 티시에 드 마예레, 알폰소 데 갈라레타, 리처드 윌리엄슨이다.
다음날 교황청 주교성은 르페브르 대주교와 그에 의해 서임된 주교 네 명, 그리고 공동 축성자로서 전례에 참여한 안토니오 드 카스트로 마이어 주교가 교회법에 따라 사도좌에 유보된 자동 처벌의 파문 제재를 받았음을 공식적으로 선언하였다. 교황 요한 바오로 2세는 주교성의 발표가 있고 다음날인 7월 2일 자의교서 《하느님의 교회》(Ecclesia Dei)를 발표하여, 르페브르의 행동을 질책하였다. 그는 자의교서에서 교회법 제751조를 인용하면서, “이러한 불순종은 로마의 수위권에 대한 배척을 함축하고 있는 것으로서, 하나의 이교적 행위”라고 언급하였다. 아울러 교회법 제1382조에 따라 교회법이 정한 파문의 중벌을 당했다고 선언하였다.
르페브르는 자신의 행동은 어쩔 수 없이 필요했다고 주장했는데, 그의 주장에 따르면 전통주의 가톨릭 성직자가 없으면 전통주의 가톨릭 신앙과 성사를 다음 세대에 물려주지 못하고 사라질 것이기 때문이라는 것이다. 그는 자신의 주교 서임식 주재를 성 비오 10세회의 존립을 위해 어쩔 수 없이 행한 생존 행위였다고 말하면서, 교회법 제1323조와 제1324조를 인용하며 자신을 변호했다.
한편 성 비오 10세회의 일부 회원들은 르페브르의 행동에 찬동하지 않고 성 비오 10세회를 탈퇴하여 교황청과 일치하기로 하였다. 그들은 교황청의 승인을 받아 성 베드로 사제 형제회라는 독자적인 단체를 조직하였다. 교황청은 교황청과 일치한 이들을 위해서 그리고 성 비오 10세회와의 대화를 위해서 하느님의 교회 위원회라는 위원회를 수립하였다.

## 파문 제재 철회 이후
2009년, 성 비오 10세회 소속 주교들에 대한 파문 제재가 철회되었다. 2009년 교황청과 성 비오 10세회 간의 공식적인 논의가 시작되었으며, 교황청은 성 비오 10세회가 가톨릭교회의 완전한 지체가 되기 위해서 먼저 동의해야 할 몇 가지 원칙들을 열거한 교리에 관한 전문을 성 비오 10세회 장상들에게 전달했다. 이에 펠레이 주교는 성 비오 10세회 성직자 30여 명과 함께 로마 외곽 알바노에서 이 문서를 검토하는 회의를 가졌다. 펠레이는 베네딕토 16세 교황에게 이 문서를 정말로 승인한 것인지 물어보았고, 베네딕토 16세는 자신의 승인을 받은 것이 확실하다는 친서를 보냈다.
2013년 6월 27일 성 비오 10세회에서 제명당한 리처드 윌리엄슨 주교를 제외한 나머지 세 주교는 공식적으로 교황청의 제안을 거부한다는 입장을 밝혔다. 그리고 2013년 10월 12일 펠레이 주교는 교황 프란치스코를 현대주의자라며 비판하였다. 신앙교리성 장관 게르하르트 루드비히 뮐러 추기경은 2014년에 가진 인터뷰에서 오직 2012년에 제시한 교리 전문을 수용해야만 성 비오 10세회가 교회와 일치할 수 있을 뿐, 다른 길은 없다고 못박았다.
교황청과 성 비오 10세회간의 대화는 계속되고 있으나 답보상태에 머물러 있다.

## 성 비오 10세회의 분열
성 비오 10세회에서 두 종류의 파벌이 분열되었는데, 하나는 성 비오 10세회가 지나치게 자유주의적이라고 본 일부 사제들과 교황 요한 23세 이전의 미사 양식을 따르는 이들이다. 나머지 하나는 교황청과 화해하여 일치를 이룬 이들인데, 이들은 성 비오 10세회와 마찬가지로 교황 요한 23세가 반포한 1962년판 미사 양식을 따르고 있다.
성 비오 10세회가 매우 자유주의적이라고 주장하며 분열되어 나간 이들은 총 세 단체로, 다음과 같다.
성 비오 5세회 — 1983년 성 비오 10세회 미국 북동부 관구 소속 미국인 사제 9명이 교황 요한 23세가 1962년에 반포한 양식에 따라 미사를 거행하라는 르페브르의 지시에 불순명하여, 결국 성 비오 10세회에서 제명되었다. 이들은 성 비오 10세회가 자신들 중 한 명을 매입자로 해서 매입하려고 했던 성당 건물 거래를 거부한 것을 시작으로, 스스로 조직화하였다. 성 비오 5세회 사제들과 평신도들은 공공연하게 공석주의를 주장하고 있으며, 성 비오 10세회는 이들의 주장을 받아들이지 않고 있다. 성 비오 10세회에서 일부 회원들이 이탈한 또 다른 동기로는 혼인 문제가 있다. 르페브르가 신자들에게 해당 교구의 법원에서 내린 혼인 무효 판결에 순응해야 한다고 가르친 것이다. 이 밖에도 모든 미사는 1962년판 로마 미사 경본에 따라 거행되어야 한다는 것과 교황 바오로 6세에 의해 개정된 성품성사에 따라 사제품을 받은 이들에게 별도의 성품성사를 주지 않고 그대로 회원으로 받아들이도록 한 르페브르의 결정에 대해서도 이들은 반대하였다.
착한 의견의 성모회 역시 공석주의를 표방하는 전통주의자들의 단체이다. 착한 의견의 성모회 설립자는 1985년 성 비오 5세회에서 분리 독립한 프란체스코 리코사 신부로, 한때 에콘 신학교에서 교수로 가르치기도 했었다. 성 비오 5세회와 비교해보자면, 성 비오 5세회가 북미 지역을 중심으로 활동하는 반면에 착한 의견의 성모회는 유럽을 중심으로 활동한다는 차이점이 있다.
마르셀 르페브르 사제회 — 2009년 성 비오 10세회가 교황청과의 대화에 나서자, 교황청 측에서 성 비오 10세회를 인가해 주는 조건으로 성 비오 10세회가 제2차 바티칸 공의회의 결정을 수용할 것이라고 생각한 리처드 윌리엄슨 주교를 주축으로 한 북아메리카 및 프랑스의 몇몇 사제들이 세운 단체이다. 이들은 불순명을 이유로 성 비오 10세회에서 제명되거나 스스로 탈퇴하는 방식으로 성 비오 10세회를 이탈하였다. 이들은 성 비오 10세회가 창립 당시의 원칙들을 교황청과의 대화를 위해 훼손시켰다며 성 비오 10세회 지도부를 비판했으며, 자신들이야말로 성 비오 10세회의 원래 원칙과 이상을 훼손시키지 않으면서 활동하고 있다고 주장한다. ‘성 비오 10세회 레지스탕스’, ‘성 비오 10세 마리아 군대’(SPX-MC)라고도 일컫는다.
다음 단체들은 성 비오 10세회와 결별하고, 교황청과 다시 일치한 단체들이다.
성 베드로 사제 형제회 — 1988년 에콘에서의 성 비오 10세회 주교 서품식이 일어난 후 설립된 단체이다. 이 단체는 교황청과 온전한 친교를 이루고 있다.
착한 목자회

## 정치적 논란
비방 반대 연맹에서는 리처드 윌리엄슨 주교가 한 발언들을 근거 삼아, 성 비오 10세회를 반유대주의 단체로 비판하기도 하였다.
성 비오 10세회의 수도원은 ‘집 없는 사람을 위한 자선 행위’라는 명목으로 프랑스의 나치 협력자이자 전범인 폴 투비에를 숨겨 주다가 당국에 발각되었다. 1996년 폴 투비에가 사망했을 때, 성 비오 10세회 사제는 공개적으로 그를 위한 장례 미사를 봉헌하였다.
2013년 10월 16일 성 비오 10세회는 나치 전범 에리히 프리브케의 장례 미사를 봉헌하려고 했으나, 봉헌 장소인 로마 인근 알바노에 있는 성 비오 10세회 성당 밖에서 약 500명의 사람이 몰려들어 항의 시위를 벌인 탓에 성사되지 못했다. 가톨릭교회의 지역 교구에서는 교회법을 근거로 에리히 프리브케의 장례 미사 봉헌을 불허하였다. 교회법에 따르면, 만일 죄를 지은 사람이 죽기 전에 참회하지 않을 경우, 그가 죄인에 머무른 상태에서 죽었기 때문에 그를 위한 장례 미사는 봉헌될 수 없다. 따라서 지역 교구에서는 에리히 프리브케를 위한 미사를 거행하는 것은 교계 내외에서 엄청난 추문이 될 수 있기 때문에 허용할 수 없다는 입장을 내놓았다. 이에 대해 성 비오 10세회는 웹사이트를 통해 성명을 발표했는데, 성명에서 그들은 “생전에 그가 저지른 잘못과 죄가 무엇이었든 지간에, 세례성사와 고해성사, 성체성사를 받은 그리스도인이라면 누구나 사후 그를 위한 장례 미사가 봉헌될 권리를 갖는다”고 반박하였다. 그가 고해성사로서 개인적으로 참회했다고 주장한 것이다.

## 교회법적 위치
성 비오 10세회의 교회법적 위치는 1988년 에콘에서의 주교 서임식 이후 논쟁의 주제가 되었으며, 2009년 파문 제재 철회 이후에도 논쟁의 주제가 되고 있다.
성 비오 10세회 측은 자신들이 성사에 특별권을 갖고 있다고 주장한다. 성 비오 10세회에서 행하는 성사는 유효할 뿐 아니라 합법적이라는 것이다.
이에 대한 교황청의 입장은 2009년 3월 10일 교황 베네딕토 16세가 다음과 같이 밝힌 바 있다. “교리에 관한 문제들이 완전히 해결되기 전까지 성 비오 10세회는 교회 내에서 교회법적 지위를 지니지 못하며, 이 회에 소속된 성직자들은 ―비록 그들이 교회법에 따른 처벌에서 면제되었다 하더라도― 합법적으로 사목 활동을 할 수 없다.” 교황청은 성 비오 10세회의 모든 사목활동을 합법적이지 못한 것으로, 그들이 행하는 성사는 유효하나 불법적이라는 입장을 취하고 있다.
로마에 있는 사도들의 모후(Regina Apostolorum) 대학교의 전례학 교수이자 신학 학과장인 에드워드 맥나마라 신부는 성 비오 10세회 사제가 집전하는 미사에 참례하는 것 자체는 죄에 해당되지 않는다면서 다음과 같이 말했다. “만약 스스로 고의적으로 교황과의 일치에서 멀어지려는 목적을 다분히 지닌 채 성 비오 10세회 사제가 집전하는 미사에 참례하여, 그들과 일치를 이루어 그들의 입장에 동조하는 경우에만 죄에 해당될 것이다.” 하지만 이어서 그는 다음과 같이 발언하였다. “만약 사정상 도저히 교황과 친교를 이루는 가톨릭교회에 갈 수 없는 절박한 상황일 경우에는 성 비오 10세회 사제에 의해 거행되는 미사에 참례할 수 있다. 그러한 상황이라면, 나는 신자들에게 양심적으로 그 미사에 참례해도 괜찮다고 말할 것이다.” 이어서 그는 다음과 같이 말했다. “성 비오 10세회와의 교리적 논쟁이 하루속히 해결되어, 그들이 교회 안에 들어와 온전히 친교를 이루는 상태로 돌아갈 수 있기를 바라며 우리는 열심으로 기도해야 할 것이다.”
교황청에서는 현재 성 비오 10세회를 로마 가톨릭교회의 일부이긴 하되 로마 가톨릭교회의 완벽한 지체라고 할 수는 없다는 입장을 취하고 있다.

## 현황
성 비오 10세회의 통계에 의하면, 성 비오 10세회는 2014년 7월 현재 37개국에서 589명의 사제가 상주하고 있으며, 그 밖에도 33개국에서 겸임으로 활동하고 있다. 아울러 750곳의 성당과 163곳의 수도원, 103명의 수사와 186명의 수녀가 있으며, 신학교 6곳에 곳의 187명의 신학생과 32명의 예비 신학생이 상주해 있다. 그리고 사립 학교는 100곳이 넘으며, 보건 시설은 7곳, 사립 대학교는 2곳을 보유하고 있다. 그 외에도 성 비오 10세회의 영적 지도를 받는 수도회들과 수녀회들이 있다.
성 비오 10세의 각 관구 현황은 아래와 같다.
| 관구                                   | 수도원 | 경당 | 학교 | 피정 시설 |
| -------------------------------------- | ------ | ---- | ---- | --------- |
| 아프리카 관구                          | 7      | 23   | 2    |           |
| 아시아 관구                            | 6      | 39   | 1    |           |
| 오스트레일리아 관구 (오세아니아 총괄)  | 7      | 38   | 4    |           |
| 오스트리아 관구                        | 4      | 16   |      |           |
| 벨기에-네덜란드 관구                   | 3      | 8    | 1    |           |
| 캐나다 관구                            | 6      | 30   | 3    | 1         |
| 프랑스 관구                            | 44     | 109  | 47   | 4         |
| 독일 관구                              | 13     | 29   | 4    | 1         |
| 영국-아일랜드 관구 (스칸디나비아 포함) | 7      | 31   | 1    |           |
| 이탈리아 관구                          | 4      | 16   | 1    |           |
| 멕시코-과테말라 관구 (엘살바도르 포함) | 6      | 20   | 2    |           |
| 남아메리카 관구                        | 8      | 41   | 4    |           |
| 스위스 관구                            | 10     | 17   | 6    | 1         |
| 미국 관구                              | 20     | 103  | 26   | 3         |
| 동유럽 관구 (폴란드 포함)              | 4      | 15   | 3    | 1         |
| 스페인 관구 (포르투갈 포함)            | 1      | 17   |      |           |

성 비오 10세회의 주요 신학교는 스위스의 에콘에 있는 성 비오 10세 국제 신학교이다. 이 밖에도 5곳의 신학교가 있다. 미국(미시시피주 위노나)에 있는 성 토마스 아퀴나스 신학교와 프랑스(플라비니쉬르오즈랭)에 있는 아르스의 성 비안네 신학교, 독일(자이츠코펜)에 있는 예수 성심 신학교, 오스트레일리아(골번)에 있는 성 십자가 신학교, 아르헨티나(레야)에 있는 성모 마리아 신학교가 있다.
한국에서는 서울특별시에 위치한 성모무염시태성당과 전라북도 김제시 금산면에 위치한 공소를 운영하고 있다. 한국인 사제는 없으며, 일본인 사제와 프랑스인 사제가 한 달에 한두 차례 미사를 집전하고 있다.

## 같이 보기
- 봉헌 생활회